# Synodites amoenus
Synodites amoenus là một loài tò vò trong họ Ichneumonidae.